# Wincenty Galiński

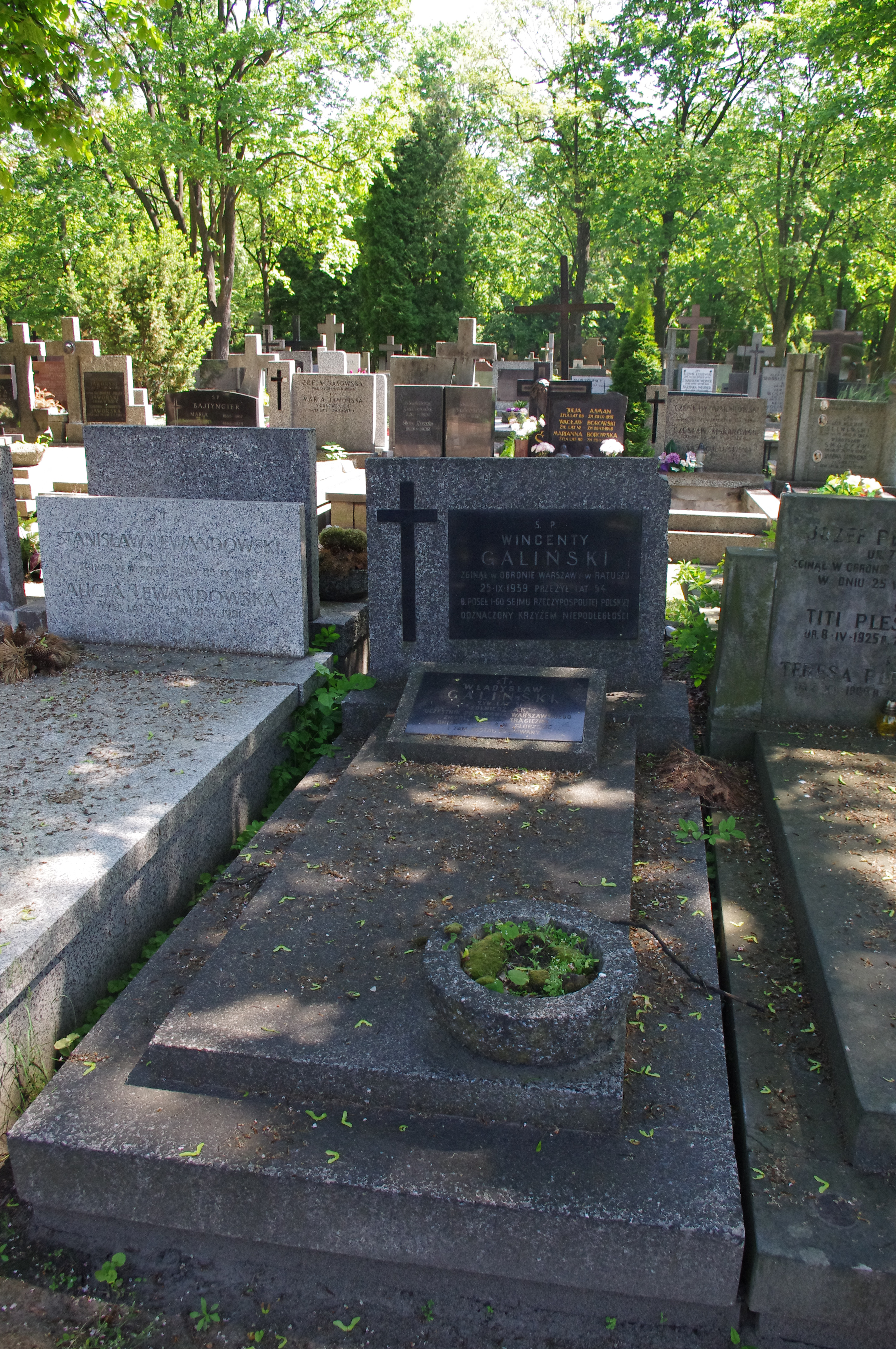
Grób posła Wincentego Galińskiego i żołnierza AK – Władysława Galińskiego na Cmentarzu Powązkowskim w Warszawie

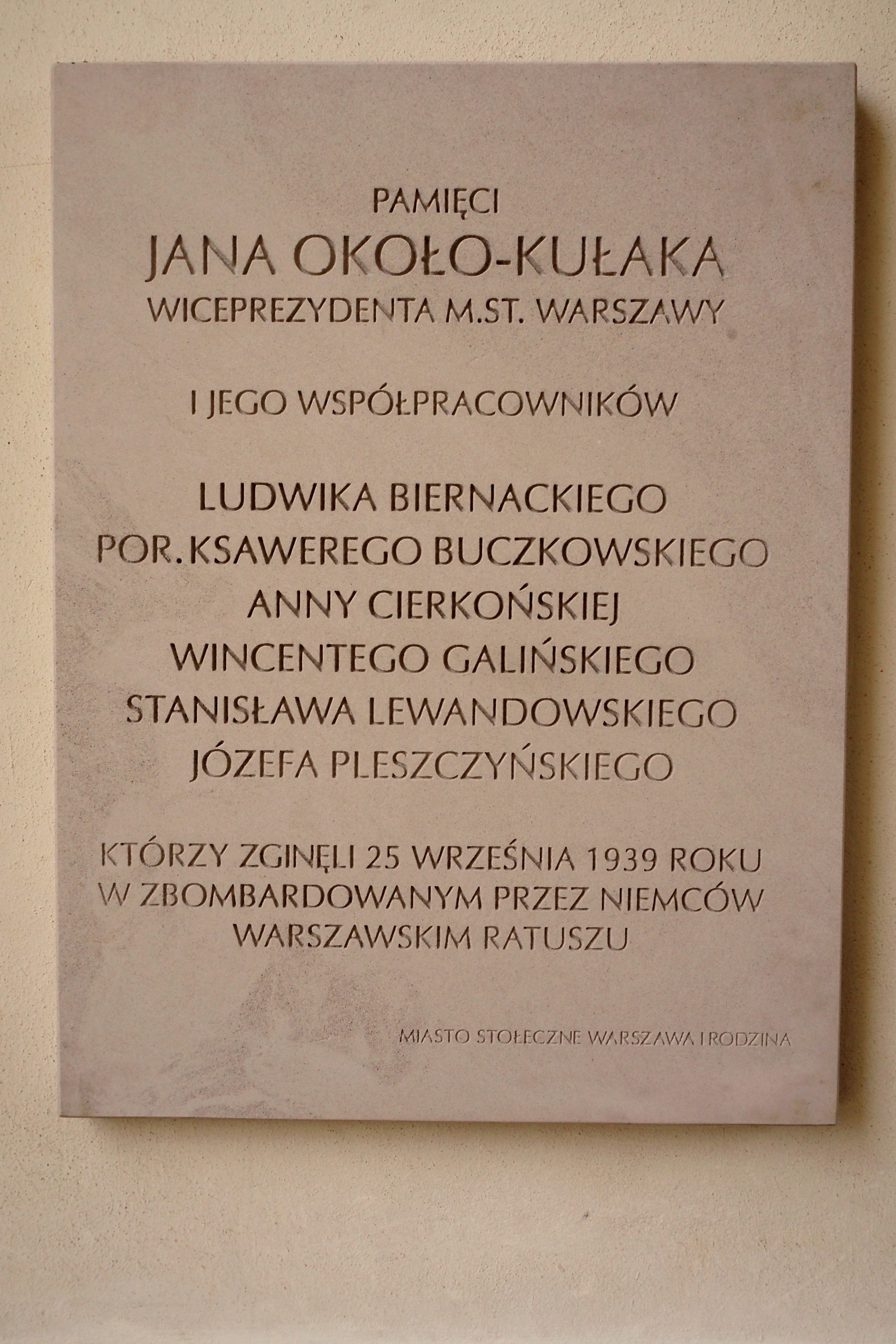
Tablica upamiętniająca wiceprezydenta Warszawy Jana Około-Kułaka i jego współpracowników, którzy zginęli w zbombardowanym Pałacu Jabłonowskich w Warszawie

Wincenty Galiński, ps. Bystry (ur. 4 lub 24 kwietnia 1885 w Żyrardowie, zm. 25 września 1939 w Warszawie) – polski działacz samorządowy, radny Żyrardowa, poseł na Sejm Ustawodawczy RP (1919–1922). 

## Życiorys
Kształcił się w szkole rzemieślniczej oraz na kursach księgowego w Warszawie. Przez kilka lat pracował jako praktykant biurowy w Żyrardowie. Od 1904 należał do Polskiej Partii Socjalistycznej, następnie zaś do jej Frakcji Rewolucyjnej oraz PPS-Lewicy. W latach 1905–1906 więziony przez władze carskie za działalność rewolucyjną (w Cytadeli i na Mokotowie). W okresie 1907–1909 oraz w latach 1914–1917 służył w armii rosyjskiej. Podczas I wojny światowej walczył również w I Pułku Ułanów Krechowieckich oraz Polskiej Organizacji Wojskowej. W 1919 został radnym Żyrardowa z ramienia Niezależnej Partii Robotniczej (kierował jej oddziałem miejskim). W tym samym roku uzyskał mandat posła na Sejm Ustawodawczy z ramienia Związku Ludowo-Narodowego w okręgu Grodzisk Mazowiecki, zasiadał w Klubie Poselskim Narodowego Związku Robotniczego. W 1922 bez powodzenia ubiegał się o reelekcję. Po zamachu majowym należał do Narodowego Stronnictwa Pracy. 
W okresie dwudziestolecia międzywojennego działał w Spółdzielni Spożywców "Praca" (był jej założycielem i prezesem) oraz Stowarzyszeniu Spółdzielczym "Siła". W drugiej dekadzie niepodległości pełnił funkcję kierownika Wydziału Gospodarczego Kasy Chorych w Łodzi. Zginął w obronie ratusza warszawskiego we wrześniu 1939.
Odznaczony Krzyżem Niepodległości (1938).